# Saison 2020-2021 des Chamois niortais
 (juin 2021).
- Si vous ne connaissez pas le sujet, laissez ce bandeau (vous pouvez alors contacter les auteurs).
- Si vous supprimez le contenu mis en cause (vous pouvez préalablement contacter les auteurs),

argumentez précisément cette suppression dans la page de discussion
(un manque de référence n'est pas un argument ; une recherche réelle de référence doit avoir été effectuée, être formellement documentée).
 (juin 2020).
Chronologie
Saison précédente Saison suivante
La saison 2020-2021 du Chamois niortais Football Club est la trente-troisième de l'histoire du club à l'échelle professionnelle et la huitième consécutive en Ligue 2 depuis son retour en 2012.

## Avant saison

### Matchs de préparation
(juin 2021).
- Si vous ne connaissez pas le sujet, laissez ce bandeau (vous pouvez alors contacter les auteurs).
- Si vous supprimez le contenu mis en cause (vous pouvez préalablement contacter les auteurs),

argumentez précisément cette suppression dans la page de discussion
(un manque de référence n'est pas un argument ; une recherche réelle de référence doit avoir été effectuée, être formellement documentée).

## Déroulement de la saison

### Effectif professionnel actuel
Le tableau suivant recense l'ensemble des joueurs faisant partie de l'effectif des Chamois niortais pour la saison 2020-2021.

#### Joueurs prêtés pour la saison 2020-2021
(juin 2021).
- Si vous ne connaissez pas le sujet, laissez ce bandeau (vous pouvez alors contacter les auteurs).
- Si vous supprimez le contenu mis en cause (vous pouvez préalablement contacter les auteurs),

argumentez précisément cette suppression dans la page de discussion
(un manque de référence n'est pas un argument ; une recherche réelle de référence doit avoir été effectuée, être formellement documentée).
Le tableau suivant liste les joueurs en prêts pour la saison 2020-2021.
| Joueurs prêtés                                                                     |    |      |     |                   |           |              |  |
| \| N° \| P. \| Nat. \| Nom \| Date de naissance \| Sélection \| Club en prêt \| \| |    |      |     |                   |           |              |  |
| N°                                                                                 | P. | Nat. | Nom | Date de naissance | Sélection | Club en prêt |  |

| N° | P. | Nat. | Nom | Date de naissance | Sélection | Club en prêt |  |

## Rencontres de la saison

### Ligue 2
| Date       | J. |              | Score |             | Buteurs Niort                     | C. | Affluence     | LFP |
| ---------- | -- | ------------ | ----- | ----------- | --------------------------------- | -- | ------------- | --- |
| 23/01/2021 | 21 | Nancy        | 2 - 2 | Niort       | Bâ 12e 62e                        | 11 | -             |     |
| 27/01/2021 | 20 | Chambly      | 1 - 1 | Niort       | Passi 29e                         | 11 | -             |     |
| 30/01/2021 | 22 | Niort        | 0 - 0 | Le Havre    | -                                 | 12 | 0 (huis clos) |     |
| 02/02/2021 | 23 | Paris        | 3 - 3 | Niort       | Jacob 20e · Boutobba 38e · Bâ 55e | 12 | -             |     |
| 05/02/2021 | 24 | Niort        | 1 - 1 | Châteauroux | Boutobba 68e                      | 12 | 0 (huis clos) |     |
| 13/02/2021 | 25 | Caen         | 1 - 0 | Niort       | -                                 | 13 | -             |     |
| 20/02/2021 | 26 | Niort        | 2 - 1 | Pau         | Bâ 40e · Kemen 45e                | 12 | 0 (huis clos) |     |
| 27/02/2021 | 27 | Grenoble     | 1 - 1 | Niort       | Bâ 20e (pen.)                     | 8  | -             |     |
| 02/03/2021 | 28 | Niort        | 1 - 3 | Sochaux     | Mendes 31e                        | 13 | 0 (huis clos) |     |
| 13/03/2021 | 29 | Dunkerque    | 2 - 0 | Niort       | -                                 | 15 | -             |     |
| 20/03/2021 | 30 | Niort        | 1 - 0 | Toulouse    | Bâ 87e                            | 12 | 0 (huis clos) |     |
| 03/04/2021 | 31 | Clermont     | 0 - 0 | Niort       | -                                 | 13 | -             |     |
| 10/04/2021 | 32 | Niort        | 0 - 4 | Auxerre     | -                                 | 14 | 0 (huis clos) |     |
| 17/04/2021 | 33 | Ajaccio      | 3 - 0 | Niort       | -                                 | 14 | -             |     |
| 20/04/2021 | 34 | Niort        | 0 - 3 | Troyes      | -                                 | 15 | 0 (huis clos) |     |
| 24/04/2021 | 35 | Valenciennes | 1 - 1 | Niort       | Jacob 71e                         | 15 | -             |     |
| 01/05/2021 | 36 | Niort        | 1 - 1 | Rodez       | Matufueni 39e                     | 17 | 0 (huis clos) |     |
| 08/05/2021 | 37 | Amiens       | 0 - 0 | Niort       | -                                 | 16 | -             |     |
| 15/05/2021 | 38 | Niort        | 0 - 2 | Guingamp    | -                                 | 18 | 0 (huis clos) |     |

#### Barrages de relégation
Les barrages de promotion entre le troisième de National et le dix-huitième de la Ligue 2 se déroulent durant le mois de mai 2021. Le vainqueur de ces barrages obtient une place pour le championnat de Ligue 2 2021-2022 tandis que le perdant va en National.
| Match aller                | FC Villefranche Beaujolais (N1)       | 3 - 1   | (L2) Chamois niortais FC | Stade Armand-Chouffet, Villefranche-sur-Saône                                                     |                                                                                                   |
| Mercredi 19 mai 2021 19h00 | Blanc 54e · Dauchy 84e · Garita 90+3e | (0 - 1) | 45+2e Ba                 | Spectateurs : 0 (huis clos) Diffuseur : Canal+ Sport, beIn Sports 1 Arbitrage : Bartolomeu Varela | Spectateurs : 0 (huis clos) Diffuseur : Canal+ Sport, beIn Sports 1 Arbitrage : Bartolomeu Varela |
| Mercredi 19 mai 2021 19h00 | Taufflieb 78e                         |         | 21e Kilama · 77e Yongwa  | Spectateurs : 0 (huis clos) Diffuseur : Canal+ Sport, beIn Sports 1 Arbitrage : Bartolomeu Varela | Spectateurs : 0 (huis clos) Diffuseur : Canal+ Sport, beIn Sports 1 Arbitrage : Bartolomeu Varela |

| Match retour             | Chamois niortais FC (L2)              | 2 - 0   | (N1) FC Villefranche Beaujolais | Stade René-Gaillard, Niort                                                                        |                                                                                                   |
| Samedi 22 mai 2021 20h45 | Lebeau 78e · Kemen 81e                | (0 - 0) |                                 | Spectateurs : 0 (huis clos) Diffuseur : Canal+ Sport, beIn Sports 2 Arbitrage : Nicolas Rainville | Spectateurs : 0 (huis clos) Diffuseur : Canal+ Sport, beIn Sports 2 Arbitrage : Nicolas Rainville |
| Samedi 22 mai 2021 20h45 | Passi 49e · Yongwa 63e · Moutachy 66e |         | 37e Bouet                       | Spectateurs : 0 (huis clos) Diffuseur : Canal+ Sport, beIn Sports 2 Arbitrage : Nicolas Rainville | Spectateurs : 0 (huis clos) Diffuseur : Canal+ Sport, beIn Sports 2 Arbitrage : Nicolas Rainville |

### Classement
| Rang | Équipe                  | Pts | J  | G  | N  | P  | Bp | Bc | Diff | Promotion, qualification ou relégation  |
| ---- | ----------------------- | --- | -- | -- | -- | -- | -- | -- | ---- | --------------------------------------- |
| 1    | ESTAC Troyes (C, P)     | 77  | 38 | 23 | 8  | 7  | 60 | 36 | +24  | Promotion en Ligue 1                    |
| 2    | Clermont Foot 63 (P)    | 72  | 38 | 21 | 9  | 8  | 61 | 25 | +36  | Promotion en Ligue 1                    |
| 3    | Toulouse FC R           | 70  | 38 | 20 | 10 | 8  | 71 | 42 | +29  | Participation aux barrages de promotion |
| 4    | Grenoble Foot 38        | 65  | 38 | 18 | 11 | 9  | 51 | 35 | +16  | Participation aux barrages de promotion |
| 5    | Paris FC                | 64  | 38 | 17 | 13 | 8  | 53 | 37 | +16  | Participation aux barrages de promotion |
| 6    | AJ Auxerre              | 62  | 38 | 16 | 14 | 8  | 64 | 43 | +21  |                                         |
| 7    | FC Sochaux-Montbéliard  | 51  | 38 | 12 | 15 | 11 | 45 | 37 | +8   |                                         |
| 8    | AS Nancy Lorraine       | 47  | 38 | 11 | 14 | 13 | 53 | 53 | 0    |                                         |
| 9    | EA Guingamp             | 47  | 38 | 10 | 17 | 11 | 41 | 43 | −2   |                                         |
| 10   | Amiens SC R             | 47  | 38 | 11 | 14 | 13 | 34 | 40 | −6   |                                         |
| 11   | Valenciennes FC         | 47  | 38 | 12 | 11 | 15 | 50 | 59 | −9   |                                         |
| 12   | Le Havre AC             | 47  | 38 | 11 | 14 | 13 | 38 | 48 | −10  |                                         |
| 13   | AC Ajaccio              | 46  | 38 | 11 | 13 | 14 | 34 | 43 | −9   |                                         |
| 14   | Pau FC P                | 44  | 38 | 11 | 11 | 16 | 42 | 49 | −7   |                                         |
| 15   | Rodez AF                | 43  | 38 | 8  | 19 | 11 | 38 | 44 | −6   |                                         |
| 16   | USL Dunkerque P         | 41  | 38 | 10 | 11 | 17 | 34 | 47 | −13  |                                         |
| 17   | SM Caen                 | 41  | 38 | 9  | 14 | 15 | 34 | 49 | −15  |                                         |
| 18   | Chamois niortais FC (O) | 41  | 38 | 9  | 14 | 15 | 34 | 58 | −24  | Participation au barrage de relégation  |
| 19   | FC Chambly (R)          | 38  | 38 | 9  | 11 | 18 | 41 | 64 | −23  | Relégation en National                  |
| 20   | LB Châteauroux (R)      | 23  | 38 | 4  | 11 | 23 | 32 | 58 | −26  | Relégation en National                  |

Évolution du classement en fonction des résultats
| Journée  | 1 | 2 | 3 | 4 | 5 | 6 | 7 | 8 | 10 | 11 | 12 | 13 | 14 | 15 | 9 | 16 | 17 | 18 | 19 | 21 | 20 | 22 | 23 | 24 | 25 | 26 | 27 | 28 | 29 | 30 | 31 | 32 | 33 | 34 | 35 | 36 | 37 | 38 | Journées en tête | Journées promouvable |
| -------- | - | - | - | - | - | - | - | - | -- | -- | -- | -- | -- | -- | - | -- | -- | -- | -- | -- | -- | -- | -- | -- | -- | -- | -- | -- | -- | -- | -- | -- | -- | -- | -- | -- | -- | -- | ---------------- | -------------------- |
| Rang     | 7 | 3 | 4 | 1 | 1 | 5 | 2 | 4 | 7  | 3  | 7  | 10 | 7  | 8  | 7 | 8  | 9  | 9  | 11 | 12 | 11 | 11 | 12 | 12 | 13 | 12 | 8  | 13 | 15 | 12 | 13 | 14 | 14 | 15 | 15 | 17 | 16 | 18 | 2                | 8                    |
| Résultat | G | N | G | G | N | P | G | P | G  | P  | P  | G  | P  | G  | N | P  | P  | N  | P  | N  | N  | N  | N  | N  | P  | G  | N  | P  | P  | G  | N  | P  | P  | P  | N  | N  | N  | P  | 2                | 8                    |

### Coupe de France
| Tour    | Date       |                  | Score |       | Buteurs Niort | Feuille de match |
| ------- | ---------- | ---------------- | ----- | ----- | ------------- | ---------------- |
| 8e tour | 20/01/2021 | Toulouse FC (L2) | 1 - 0 | Niort | -             | -                |